# عدن الشعلة (المفلحي)

تعديل مصدري - تعديل

عدن الشعلة هي إحدى قرى عزلة المفلحي بمديرية المفلحي التابعة لمحافظة لحج، بلغ تعداد سكانها 126 نسمة حسب تعداد اليمن لعام 2004.